# Huperzia rubicaulis
Huperzia rubicaulis är en lummerväxtart som beskrevs av S. K. Wu och X. Cheng. Huperzia rubicaulis ingår i släktet lopplumrar, och familjen lummerväxter. Inga underarter finns listade i Catalogue of Life.